# The Riott Squad
The Riott Squad (en español «El Escuadrón de la Rebelión») fue un tag team de lucha libre profesional que se presentaba en la promoción estadounidense WWE de 2017 a 2021. Estaba integrado por Dori Prange, Gionna Daddio y Sarah Bridges bajo los nombres de Ruby Riott, Liv Morgan y Sarah Logan respectivamente.

## Historia

### Carrera como trío (2017-2019)
Riott, Morgan y Logan hicieron su debut en la edición del 21 de noviembre de 2017 de SmackDown Live. Allí, atacaron al roster femenino de SmackDown Live comenzando con Naomi y Becky Lynch tras bastidores, antes de interrumpir una lucha por el campeonato femenino de SmackDown entre la campeona Charlotte Flair y la retadora Natalya, donde atacaron a ambas competidoras. El Gerente General de SmackDown, Daniel Bryan, reveló más tarde a Shane McMahon que las había contratado como forma de cambiar el roster. La semana siguiente, durante la edición del 28 de noviembre, Riott anunció que su equipo se iba a llamar The Riott Squad y que Riot pasaría a ser Ruby Riott, donde lucharon contra Charlotte Flair, Naomi y Natalya en una lucha por equipos. La lucha pronto se convirtió en una lucha en desventaja después de que Natalya abandonara a su equipo, dejando a Flair y Naomi para luchar. A medida que avanzaba la lucha, Charlotte Flair se vio obligada a luchar a solas después de que The Riott Squad lesionara a Naomi fuera del ring. La lucha concluyó con Ruby Riott consiguiendo la cuenta de 3 sobre Flair. Posteriormente se vieron envueltas en ataques contra toda la división femenina de la marca azul. El 16 de abril en Raw, el trío atacó a Bayley y Sasha Banks ya que habían sido transferidas por el WWE Shake-Up e iniciando una rivalidad con ambas. Riott, Morgan y Logan se enfrentaron a Banks y Bayley constantemente por unos meses, hasta que el ángulo se suspendió el 27 de agosto ya que el trío iniciaría una rivalidad con The Bella Twins, quienes estaban haciendo su regreso.
El 24 de septiembre en Raw, Morgan sufrió una conmoción cerebral luego de las patadas que recibió de Brie Bella, dejándola unas semanas inactiva. El 1 de octubre en Raw, Ruby fue derrotada por la Campeona Femenina de Raw, Ronda Rousey. Liv regresa el 6 de octubre, en el Super Show-Down, donde se reúne para formar equipo con el Riott Squad, sin embargo, fueron derrotadas por Rousey y las Bella, así como en el episodio del 8 de octubre, culminando así su rivalidad. El 15 de octubre en Raw, Ruby fue derrotada por Natalya por descalificación, iniciando una nueva rivalidad y añadiendo de nueva cuenta a Banks y Bayley, con quiénes aun tenían asuntos pendientes. El 28 de octubre en Evolution, el Riott Squad fue derrotado por Bayley, Natalya y Banks. Posteriormente comenzarían una pequeña rivalidad contra Ronda Rousey, sin embargo, saldrían derrotadas en todos los encuentros.
En febrero de 2019, Liv y Sarah representarían al escuadrón dentro de la Elimination Chamber, compitiendo contra The IIconics (Peyton Royce y Billie Kay), The Samoan Slaughterhouse (Nia Jax y Tamina), Fabulous Glow (Carmella y Naomi), Fire & Desire (Mandy Rose y Sonya Deville) y The Boss N' Hugg Connection (Sasha Banks y Bayley) por los recién introducidos Campeonatos en pareja femeninos en el PPV homónimo, sin embargo, fueron eliminadas por Jax y Tamina. El 16 de abril de 2019 como parte del WWE Superstar Shake-Up, Liv fue transferida a SmackDown Live!, confirmando así la disolución del trío al comenzar carreras por separado. 

### Final del escuadrón (2020-2021)
Después de que la dirección creativa de Raw dejara de estar en manos de Paul Heyman y el despido de Sarah a inicios del 2020, el ángulo entre Liv y Ruby como rivales fue cancelado. Los siguientes meses ambas solo tuvieron pequeñas apariciones o luchas de poca importancia donde salieron derrotadas. A finales de julio del 2020, Riott cambió a face aliándose momentáneamente con Bianca BelAir, con la intención de ser perdonada por Liv en búsqueda de su posible reintegración como facción. El Riott Squad se reintegro completamente hasta el 3 de agosto, saliendo derrotadas por The IIconics, con quienes mantuvieron un breve feudo lo que resto del mes, derrotándolas la mayoría de veces y provocando que se disolvieran. 
Cómo parte del Draft, Morgan y Riott fueron transferidas a SmackDown. A finales del año y principios del 2021 mantuvieron un ángulo con Billie Kay, quien hizo varios intentos para convencerlas de  unirse como tercer miembro, sin embargo, sus intentos se vieron frustrados por hacerlas perder por error en varios combates de forma consecutiva. Los intentos de Kay cesaron cuando Riott y Morgan la eliminaron en el Royal Rumble femenino del 2021. En la primera noche de WrestleMania 37, participaron en la Tag Team Turmoil Match por una oportunidad a los Campeonatos Femeninos en Parejas de Nia Jax y Shayna Baszler, entrando como las #3 logrando eliminar a la dupla conformada por Carmella y Billie Kay, y la conformada por Dana Brooke y Mandy Rose, sin embargo, fueron eliminadas al final de la lucha por Natalya y Tamina.
El 2 de junio del 2021, WWE anuncia la liberación de contrato de Dori Prange (Ruby Riott) después de casi cinco años con la compañía, desintegrándose por completo el equipo.

## En Lucha
- Movimientos finales
  - Ruby Riott
    -  We Riott (Diving senton) 2017-presente[4]
    - Riott Kick (Wind-up overhead kick) - 2017-presente[5][6][7]

  - Liv Morgan
    - 201 Facebreaker (Jumping Double knee facebreaker) - (2017-presente)
    - ObLIVion (Springboard flatliner, con la oponente recargada en las cuerdas) - 2020-presente

  - Sarah Logan
    - Kentucky Knee / Hail Mary (Reverse handstand knee drop a un oponente apoyado en la lona sobre sus brazos)
    - Running double knee strike

- Movimientos finales en equipo
  -     - Liv se impulsa en la rodilla de Sarah y aplica un Standing somersault inverted facelock jawbreaker en el oponente - (2019)
    - En forma de combo inicia Morgan aplicando el 201 Facbreaker, le sigue Sarah con un Pop-Up Headbutt y Ruby remata con la Riott Kick - (2017-2019)
    - Morgan aplica el 201 Facbreaker y Ruby remata con la Riott Kick - (2020-presente)